# Stack-O-Tracks
Stack-O-Tracks es un álbum lanzado por The Beach Boys, con quince canciones instrumentales que atraviesan su carrera desde sus comienzos en 1963 hasta 1968. La edición original en vinilo incluía un libro de 16 páginas con las letras de las canciones para cantar, tablaturas para bajo y guitarra para tocar las canciones, además de fotos en blanco y negro de la banda.
Fue el primer álbum de la banda que no alcanzó ningún puesto, ni en Estados Unidos ni en Reino Unido.
Fue reeditado con Beach Boys' Party! en CD, además se incluyeron más pistas instrumentales. 

## Historia
Cuando se editó, Stack-O-Tracks resultó un álbum muy interesante para quienes querían adentrarse en la música de The Beach Boys. Este tipo de edición con pistas instrumentales de canciones ya antes publicadas, era algo único para el momento, y aún es relativamente raro en la industria de música una edición así, haciendo que este álbum sea algo especial y único.
En el mismo año se editó el tercer compilatorio Best of The Beach Boys Vol. 3. Stack-O-Tracks fue visto por muchos como un esfuerzo desesperado por Capitol Records, para intentar hacer "algo" para promocionar más a The Beach Boys. Sin embargo la estrategia no dio resultado, publicado en uno de sus reflujos comerciales más bajos en Estados Unidos, Stack-O-Tracks es el primer álbum de The Beach Boys en no entrar ni en las listas de Estados Unidos y ni en Reino Unido. Esto no sucedería de nuevo hasta 1992 con el calumniado Summer in Paradise, ese sería el único lanzamiento oficial para tener esta distinción.
Sin embargo, destacando toques de instrumentación de los álbumes de estudio pasados, e incluyendo un folleto con las líneas de bajo, acordes y letras. Stack-O-Tracks rápidamente desapareció y estuvo descatalogado durante dos décadas. En 1990, Capitol Records lo reeditó en CD, para la reedición de CD, varias canciones han sido mezcladas en verdadero formato estéreo, y el álbum se ha vuelto a reeditar en 2001, ambos lanzamientos sin el folleto práctico que acompañó la edición de vinilo. Podría decirse que este interesante disco fue el precursor del karaoke, así como Beach Boys' Party! lo fue de los unplugged tan de moda en los años 90.

## Lista de canciones
| N.º | Título                                             | Duración |  |
| 1.  | «Darlin'»                                          | 2:12     |  |
| 2.  | «Salt Lake City»                                   | 2:58     |  |
| 3.  | «Sloop John B» (Trad. arr. Brian Wilson)           | 3:04     |  |
| 4.  | «In My Room» (Brian Wilson y Gary Usher)           | 2:13     |  |
| 5.  | «Catch A Wave»                                     | 2:00     |  |
| 6.  | «Wild Honey»                                       | 2:35     |  |
| 7.  | «Little Saint Nick»                                | 1:49     |  |
| 8.  | «Do It Again»                                      | 2:11     |  |
| 9.  | «Wouldn't It Be Nice» (Brian Wilson y Tony Asher+) | 2:11     |  |
| 10. | «God Only Knows» (Brian Wilson y Tony Asher)       | 2:37     |  |
| 11. | «Surfer Girl» (Brian Wilson)                       | 2:16     |  |
| 12. | «Little Honda»                                     | 1:36     |  |
| 13. | «Here Today» (Brian Wilson y Tony Asher)           | 3:06     |  |
| 14. | «You're So Good to Me»                             | 1:55     |  |
| 15. | «Let Him Run Wild»                                 | 2:13     |  |

+ Actualmente se acredita en "Wouldn't It Be Nice" a Brian Wilson, Tony Asher y Mike Love.